# Siv Gustavsson
Siv Gustavsson (mariée Vera-Ibáñez, née le 9 juillet 1957) est une athlète suédoise spécialiste du marche athlétique. Pionnière de la discipline chez les féminines (elle remporte la médaille d'argent de la première Coupe du monde de marche avant de d'adjuger le titre 2 ans plus tard), elle remporte durant sa carrière une médaille européenne en 1986 pour l'introduction de la marche féminine aux championnats d'Europe d'athlétisme et quinze titres nationaux.

## Biographie

### Palmarès
| Date | Compétition              | Lieu              | Résultat | Épreuve | Performance |
| ---- | ------------------------ | ----------------- | -------- | ------- | ----------- |
| 1975 | Coupe du monde de marche | Le Grand-Quevilly | 2e       | 5 km    | 24 min 34 s |
| 1977 | Coupe du monde de marche | Milton Keynes     | 1er      | 5 km    | 23 min 19 s |
| 1981 | Coupe du monde de marche | Valence           | 1er      | 5 km    | 22 min 56 s |
| 1986 | Championnats d'Europe    | Stuttgart         | 3e       | 10 km   | 46 min 19   |